# Jerzy S. Łątka
Jerzy Łątka (ur. 23 kwietnia 1944 w Siemiechowie, pow. tarnowski, zm. 29 października 2022 w Krakowie) – polski pisarz, etnolog, orientalista, dziennikarz, doktor nauk humanistycznych z zakresu historii kultury.

## Życiorys
Absolwent I LO im. K. Brodzińskiego w Tarnowie, następnie Uniwersytetu Jagiellońskiego. Od 1973 do rozwiązania pisma w stanie wojennym pracownik i członek redakcji dwutygodnika „Student”, w latach 1982–1986 członek redakcji periodyku „Zdanie”. Publikował także w „Przekroju”, „Tygodniku Powszechnym” i prasie krakowskiej. Ponadto od 1982 uprawiał wolny zawód twórcy oraz naukowca. W latach 1991–2003 prezes Społecznego Instytutu Historii. Od 1976 członek Stowarzyszenia Dziennikarzy Polskich oraz członek założyciel Stowarzyszenia Autorów Polskich.
W 1986 przez 8 miesięcy jako stypendysta naukowy Uniwersytetu w Stambule przebywał w Turcji w celu przeprowadzenia kwerendy w tamtejszych archiwach, ponownie w 1989 – dwa miesiące na zaproszenie tegoż uniwersytetu oraz w 1993 – 10 tygodni na zaproszenie Uniwersytetu Bilkent w Ankarze. W 1996 obronił pracę doktorską Adampol Polonezköy 1842-1992. Historyczne i kulturowe uwarunkowania powstania, rozwoju i zaniku polskiej osady napisaną pod kierunkiem prof. Ryszarda Kantora.
Główne naukowe zainteresowanie to procesy cywilizacyjne, w wyniku których dokonała się transformacja Imperium Osmańskiego (Osmania) w powstałą w XX wieku Turcję. Od lat powtarzał: „Dawna Osmania i dzisiejsza Turcja to dwa różne cywilizacyjnie światy. Nie tylko z tego powodu, iż kraj o nazwie Turcja zaistniał dopiero w 1923. Dlatego, iż kosmopolityczną, wielonarodowościową Portę cementował islam i ciągłość dynastii Osmanów, zaś ukształtowana przez paszę Mustafę Kemala (Kemala Atatűrka) Turcja to narodowa, konsekwentnie laicka republika. Wysoką Portę zamieszkiwali Osmańczycy, mężczyźni z tradycyjnymi fezami na głowach i zakwefione kobiety, zaś mieszkańcy Turcji ubrani są w europejski strój. Osmańczycy byli tworem cywilizacji muzułmańskiego Orientu, zaś Turcy są dziećmi kulturowego mariażu tegoż Orientu z Europą i czują się Europejczykami”.
Jerzy Łątka nie posiadał drugiego imienia. Jak napisał we wstępie do swojej książki Pozwany Jerzy S. Łątka, wydanej w 2017 roku, "... Zostałem pozwany nie tyle jako osoba fizyczna, posiadająca gdzieś tam zarejestrowany PESEL, ale jako Jerzy S. Łątka, pisarz, (...). Tymczasem formalnie nie posiadam drugiego imienia, to też w urzędowej korespondencji nie mogę używać jego skrótu. Jerzym S. jestem jedynie jako autor książek. Jako obywatel RP wobec władz, sądów  itp., jestem jednoimiennym Łątką."

## Książki (w języku polskim)
- Polacy w Turcji – Lublin 1980
- Adampol – polska wieś nad Bosforem – Kraków 1981, wyd. II zmienione i rozszerzone. Kraków 1992
- Oskarżam arcyksięcia Rudolfa – Kraków 1983, wyd. II poszerzone. Katowice 1988
- Carogrodzki pojedynek – Kraków 1985
- Ognie nad Bosforem – Warszawa 1986
- Romantyczny kondotier – Teofil Łapiński. Katowice 1988
- Stambuł był moim domem – Kraków 1991
- Tajemnice haremów – Kraków 1992, wyd. II poprawione Poznań 2015
- Lot ku gorzkiej sławie – Gen. Ludomił Rayski (1892–1976) – Kraków 1993, wyd. II poszerzone. Kraków 1994
- Krwawy apostoł – Feliks Dzierżyński (1877–1926) – Kraków 1993. wyd. II Kraków 1998
- Pasza z Lechistanu – Mustafa Dżelaleddin (Konstanty Borzęcki) – Kraków 1993
- Ojciec Turków – Kemal Atatürk – Kraków 1994
- 150 lat Adampola – Kraków 1994
- Lew nasz, lew polski – pasza Iskender (Antoni Iliński) – Kraków–Gdańsk 1996
- Boże coś Polskę – Jego Cesarsko–królewska Mość Aleksander I – Kraków 1997
- Adampol – Polonezköy 1842–1992. Historyczne i kulturowe uwarunkowania powstania, przetrwania i zaniku osady polskiej w Turcji – Kraków 1997
- Pan na Gromniku – Zapomniany galicyjski pozytywista Edward Dzwonkowski – Kraków 1999
- Z ziemi tureckiej do Polski. Dzieje polskiego legionu 1877 r. – Gdańsk 2000
- Odaliski, poturczeńcy i uchodźcy. Z dziejów Polaków w Turcji – Kraków 2001
- Sulejman II Wspaniały – Warszawa 2004, wyd. II Warszawa 2015 (styczeń), wyd. III poprawione Warszawa 2015 (czerwiec)
- Słownik Polaków w Imperium Osmańskim i Republice Turcji – Kraków 2005
- Rozfalowana ziemia – Dzieje ruchu szantowego w Polsce – Kraków 2007
- Bohater na nasze czasy? Józef Kuraś, Ogień z Waksmundu – porucznik czasu wojny – Kraków 2007
- Zjechana psyche. Pięć lat życia z młodocianą nimfomanką – Kraków 2009.
- Adampol (Polonezkőy). Dzieje i kulturowe przeobrażenia polskiej osady nad Bosforem (1842–2010) – Kraków 2010
- Z kmieci, komorników i mieszczańskich patrycjuszy. Przewodnik po drabinie genealogicznej przodków – Kraków 2012
- Lehli znaczy Polak. Udział Karola Karskiego (1833–1914) w procesie przeobrażenia IMPERIUM OSMAŃSKIEGO w REPUBLIKĘ TURCJI – Kraków 2012
- Zrozumieć Dursztyn – Kraków 2013
- Osełka masła. Okupacyjny i powojenny wymiar jednej zbrodni – Kraków 2014
- Ten, który był w Turcji – Kraków 2015
- Sulejman II Wspaniały i jego czasy – Warszawa 2015
- Atatürk. Twórca nowoczesnej Turcji – Poznań 2016
- Początki państw. Turcja – Poznań 2017
- Pozwany Jerzy S. Łątka : przyczynek do autobiografii – Kraków 2017.
- Zemsta zza grobu Stanisława Pytla : historia okrutnej zbrodni w Brzozowej – Warszawa 2018.
- Bezkarni zabójcy Basi Binder – Warszawa 2018.

## Książki (w języku tureckim)
- Polonya – Türkiye [Polska – Turcja] – Ankara 1986, wyd. II 1989
- Lehistan'dan Gelen Şehit [Męczennik z Lechistanu] – Istanbul 1987
- Lehistan'dan Gelen Sefirler [Posłowie z Lechistanu] – Istanbul 1991
- Polonezköy (Adampol) – Cennetten bir Köşe [Adampol – Rajski zakątek] – Istanbul 1992
- Eski fotograflarda Polonezköy (Adampol) [Adampol w starej fotografii] – Istanbul 1992